# Shibganj (Nawabganj)
Shibganj (en bengali : শিবগঞ্জ) est une upazila du Bangladesh dans le district de Nawabganj. En 1991, on y dénombrait 422 347 habitants.